# Man-Thing
Man Thing – film w reżyserii Bretta Leonarda, wyprodukowany w USA w 2005, oparty na serii komiksów wydanych przez Marvel Comics.

## Obsada
- Matthew Le Nevez jako szeryf Kyle Williams
- Rachael Taylor jako Teri Elizabeth Richards
- Jack Thompson jako Frederic Schist
- Rawiri Paratene jako Pete Horn
- Alex O’Loughlin jako Eric Fraser
- Steve Bastoni jako Rene LaRoque
- Robert Mammone jako Mike Ploog
- Patrick Thompson jako Jake Schist
- William Zappa jako Steve Gerber
- John Batchelor jako Wayne Thibadeaux
- Ian Bliss jako Rodney Thibadeaux
- Brett Leonard jako Val Merrick
- Imogen Bailey jako Sarah
- James Coyne jako Billy James
- Cheryl Craig jako Michele
- Garry Waddell jako [ilot
- Andrea Leon jako pielęgniarka
- Mark Stevens jako Man-Thing
- Shannon Leonard jako chłopiec w szkole